# Idabel (Oklahoma)
Idabel es una ciudad ubicada en el condado de McCurtain en el estado estadounidense de Oklahoma. En el año 2010 tenía una población de 	7010 habitantes y una densidad poblacional de 169,73 personas por km².

## Geografía
Idabel se encuentra ubicada en las coordenadas 33°53′47″N 94°49′45″O / 33.89639, -94.82917 (33.896299, -94.829238).

## Demografía
Según la Oficina del Censo en 2000 los ingresos medios por hogar en la localidad eran de $20,496 y los ingresos medios por familia eran $24,189. Los hombres tenían unos ingresos medios de $24,182 frente a los $16,958 para las mujeres. La renta per cápita para la localidad era de $12,241. Alrededor del 31.3% de la población estaban por debajo del umbral de pobreza.